# 1245 Кальвінія
1245 Кальвінія (1245 Calvinia) — астероїд головного поясу, відкритий 26 травня 1932 року.
Тіссеранів параметр щодо Юпітера — 3,284.